# Max-Friedrich von Schlechtendal

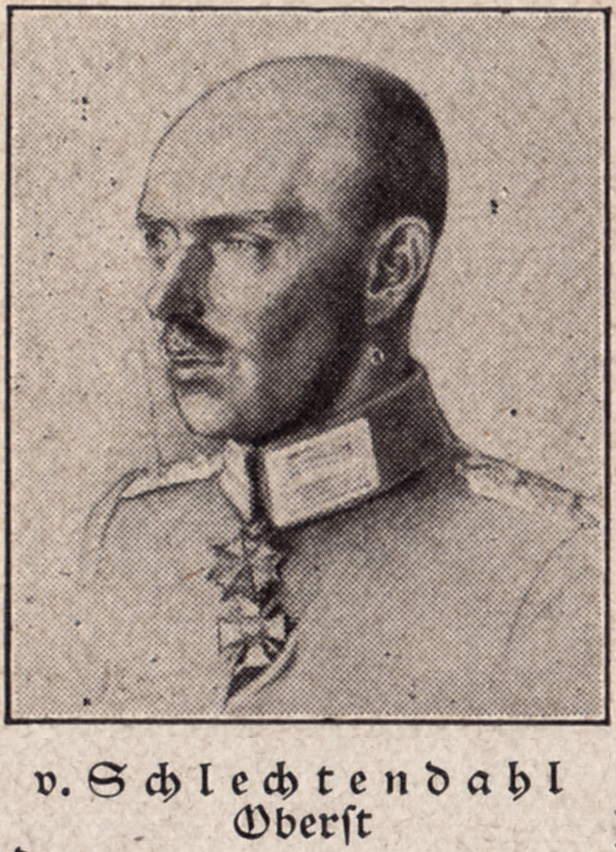
Max-Friedrich von Schlechtendal

Max-Friedrich von Schlechtendal (* 8. Mai 1868 in Düsseldorf; † 28. Juli 1920 in Berlin) war ein preußischer Generalmajor.

## Leben

### Familie
Schlechtendal entstammte der alten, im Stiftsgebiet der reichsunmittelbaren Abtei Werden an der Ruhr ansässigen Familie von Schlechtendal. Er war der Sohn des gleichnamigen preußischen Hauptmanns a. D. Max von Schlechtendal (* 1823; † 1896) und dessen Ehefrau Wilhelmine, geborene von Behr (* 1835; † 1904) aus dem Haus Bandelin.
Schlechtendal verheiratete sich am 7. Dezember 1894 in Berlin mit Anneliese von Kalckreuth.

### Militärkarriere
Er trat am 22. September 1887 als Fahnenjunker in das 2. Garde-Regiment zu Fuß der Preußischen Armee in Berlin ein und avancierte bis Mitte Januar 1889 zum Sekondeleutnant. Vom 1. Oktober 1895 bis 21. Juli 1898 war er zur weiteren Ausbildung an die Kriegsakademie kommandiert. Schlechtendal stieg zwischenzeitlich zum Premierleutnant auf und wurde nach kurzzeitigem Truppendienst in seinem Stammregiment zum Großen Generalstab kommandiert. Am 14. September 1900 wurde er diesem aggregiert und am 22. März 1901 zum Hauptmann befördert. In der Funktion als Zweiter Generalstabsoffizier erfolgte am 22. März 1902 seine Versetzung nach Altona in den Generalstab des IX. Armee-Korps. Nach eineinhalbjähriger Dienstzeit übernahm Schlechtendal als Chef eine Kompanie im Kaiser Franz Garde-Grenadier-Regiment Nr. 2. Diese Stellung hatte er bis zum 18. Dezember 1905 inne, um dann dem Großen Generalstab zugeteilt zu werden. Ein Jahr später wurde Schlechtendal Erster Generalstabsoffizier der 2. Garde-Division. Als solcher wurde er am 11. September 1907 Major. In gleicher Funktion versetzte man Schlechtendal am 19. November 1909 in den Generalstab des Gouvernements Köln sowie am 2. April 1912 in den Generalstab des Gouvernements Berlin. Dort war er zeitgleich auch dem Stab des Oberkommandos in den Marken zugeteilt. Am 18. Februar 1913 wechselte Schlechtendal wieder in den Truppendienst über und wurde Kommandeur des I. Bataillons des Infanterie-Regiments „Graf Bose“ (1. Thüringisches) Nr. 31 in Altona. Als Oberstleutnant (seit 27. Januar 1914) folgte am 18. April 1914 die Versetzung zum Stab des Garde-Füsilier-Regiments.
Mit Ausbruch des Ersten Weltkriegs und der Mobilmachung wurde Schlechtendal Kommandeur des 1. Garde-Reserve-Infanterie-Regiments. Mit diesem rückte er in das neutrale Belgien ein und wurde erstmals am 20. August 1914 in Kampfhandlungen verwickelt. Während der Schlacht bei Namur gelang es einer seiner Kompanien fast eine gesamte belgische Brigade mit 2500 Mann gefangen zu nehmen. Nach dem Fall der Stadt wurde das Regiment aus der Front gezogen und im Verbund mit dem Garde-Reserve-Korps an die Ostfront verlegt. Hier beteiligte es sich zunächst an der Schlacht an den Masurischen Seen. Dann ging das Regiment in den Stellungskrieg über. Ende 1915 trat Schlechtendal mit seinem Regiment wieder an der Westfront an. Nach Einsätzen in Nordfrankreich und Flandern kämpfte es von Mai bis Ende Juli 1916 bei Arras, bevor es an der Schlacht an der Somme teilnahm, wo Schlechtendal am 18. August 1916 zum Oberst befördert wurde. Im Frühjahr 1917 zog sich das Regiment dann in die Siegfriedstellung zurück. Während der folgenden Schlacht von Arras gelang es ihm seine Stellungen trotz deutlicher Übermacht des Feindes zu halten. Nach der britischen Sprengung am Wytschaete-Bogen wurde sein Regiment, das zu diesem Zeitpunkt als Eingreiftruppe fungierte, nach vorne gezogen. Durch das eigenständige Eingreifen Schlechtendals konnte der gegnerische Angriff zum Stehen gebracht und ein Durchbruch verhindert werden. Für diese Tat erhielt Schlechtendal durch A.K.O. vom 27. Juli 1917 den Pour le Mérite verliehen. Kurz darauf wurde er am 24. August 1917 zum Kommandeur der 80. Reserve-Infanterie-Brigade ernannt. Mit diesem kämpfte er in der Folgezeit bei Verdun, in den Argonnen, der Champagne sowie an der Marne. Am 28. September 1918 erhielt er dann das Kommando über die 5. Landwehr-Infanterie-Brigade, die er nach dem Waffenstillstand in die Heimat führte.
Nach der Demobilisierung wurde er kurzzeitig zur Verfügung gestellt und am 20. Januar 1919 zum Kommandeur des Reichswehr-Infanterie-Regiments 31 ernannt. Schlechtendal wurde dann am 1. Oktober 1919 zum Leiter des Auflösungs-Stabes 2 des Gardekorps ernannt. Daraufhin reichte Schlechtendal am 9. April 1920 seinen Abschied ein, der ihm am 4. Juni 1920 unter Verleihung des Charakters als Generalmajor gewährt wurde.

## Auszeichnungen
- Roter Adlerorden IV. Klasse[4]
- Preußisches Dienstauszeichnungskreuz[4]
- Ritterkreuz I. Klasse des Albrechts-Ordens[4]
- Ritterkreuz I. Klasse des Herzoglich Sachsen-Ernestinischen Hausordens[4]
- Orden der Eisernen Krone III. Klasse[4]
- Eisernes Kreuz (1914) II. und I. Klasse
- Kronenorden II. Klasse mit Schwertern im September 1916
- Österreichisches Militärverdienstkreuz III. Klasse mit Kriegsdekoration im Dezember 1914